# 프레데리크 드몽포콩
프레데리크 드몽포콩(프랑스어: Frédéric Demontfaucon, 1973년 12월 24일~)은 프랑스의 유도 선수, 지도자이다. 2000년 하계 올림픽 남자 미들급에서 동메달을 획득했으며 2001년 세계 유도 선수권 대회에서 남자 미들급 우승을 차지했다.